# Chelidoperca maculicauda
Chelidoperca maculicauda là một loài cá biển thuộc chi Chelidoperca trong họ Cá mú. Loài này được mô tả lần đầu tiên vào năm 2013.

## Phân bố và môi trường sống
C. maculicauda có phạm vi phân bố rải rác ở Tây Ấn Độ Dương. Loài này trước đây được mô tả dựa trên 3 mẫu vật thu thập ngoài khơi Kerala, Đông Nam Ấn Độ. C. maculicauda sống ở độ sâu khoảng từ 180 đến 320 m. Không có thông tin về môi trường sống của loài này tính tới hiện tại.
Vào năm 2016, C. maculicauda được phát hiện thêm tại vịnh Aden và tại vịnh Oman.

## Mô tả
Chiều dài lớn nhất đo được ở những mẫu vật của C. maculicauda là 13 cm. Cơ thể thuôn dài. Đầu và thân có màu đỏ hồng; bụng trắng. Cơ thể có các sọc màu đỏ với các mảng đốm trắng. Viền màu đỏ trên vây hậu môn. Má, mang và các vây có các vệt đốm vàng. Có một đốm nhỏ màu xám ở nửa trên và các đốm trắng xanh ở nửa dưới của vây đuôi.
Số gai ở vây lưng: 10 (gai thứ 4 dài nhất); Số tia vây mềm ở vây lưng: 10 (tia thứ 7 dài nhất); Số gai ở vây hậu môn: 3; Số tia vây mềm ở vây hậu môn: 6; Số gai ở vây bụng: 1; Số tia vây mềm ở vây bụng: 5; Số tia vây mềm ở vây ngực: 15; Số vảy đường bên: 42; Số lược mang: 12; Số đốt sống: 23.
Thức ăn của C. maculicauda có lẽ là các loài động vật giáp xác và sinh vật phù du.